# The Twilight Saga: Breaking Dawn Part 1 (soundtrack)
The Twilight Saga: Breaking Dawn Part 1 - Original Motion Picture Soundtrack is de originele soundtrack van de film The Twilight Saga: Breaking Dawn Part 1 uit 2011. Het album werd op 4 november 2011 uitgebracht.
Het album bevat alternatieve rock, indie rock en popmuziek die in de film is gebruikt en werd geproduceerd door Alexandra Patsavas en Paul Katz. Eén nummer op het album bevat de originele filmmuziek die gecomponeerd werd door Carter Burwell. Het album werd door Chop Shop Records uitgebracht in samenwerking met Atlantic Records. Het album ontving drieënhalve ster op de Allmusic Rating. In de Amerikaanse Billboard 200 haalde het album de vierde plaats, waarvan de eerste week 105.000 exemplaxen van zijn verkocht.

## Nummers
| Nr. | Titel                                       | Artiest(en)             | Duur |
| --- | ------------------------------------------- | ----------------------- | ---- |
| 1   | Endtapes                                    | The Joy Formidable      | 4:10 |
| 2   | Love Will Take You                          | Angus & Julia Stone     | 4:31 |
| 3   | It Will Rain                                | Bruno Mars              | 4:18 |
| 4   | Turning Page                                | Sleeping at Last        | 4:16 |
| 5   | From Now On                                 | The Features            | 3:22 |
| 6   | A Thousand Years                            | Christina Perri         | 4:48 |
| 7   | Neightbors                                  | Theophilus London       | 3:57 |
| 8   | IDidn't Mean It                             | The Belle Brigade       | 3:35 |
| 9   | Sister Rosetta (2011 version)               | Noisettes               | 2:59 |
| 10  | Nortern Lights                              | Cider Sky               | 3:50 |
| 11  | Flightless Bird, American (wedding version) | Iron & Wine             | 4:28 |
| 12  | Requiem on Water                            | Imperial Mammoth        | 2:24 |
| 13  | Cold                                        | Aqualung & Lucy Schartz | 3:41 |
| 14  | Llovera                                     | Mía Maestro             | 5:14 |
| 15  | Love Death Birth                            | Carter Burwell          | 6:05 |

## Hitnoteringen
Overzicht van het album in diverse hitlijsten.
| Land             | Hoogste positie |
| ---------------- | --------------- |
| Australië        | 9               |
| België (Vl.)     | 49              |
| België (Wa.)     | 19              |
| Canada           | 16              |
| Denemarken       | 2               |
| Duitsland        | 8               |
| Frankrijk        | 32              |
| Hongarije        | 32              |
| Nederland        | 97              |
| Nieuw-Zeeland    | 11              |
| Noorwegen        | 34              |
| Oostenrijk       | 7               |
| Polen            | 47              |
| Spanje           | 30              |
| Verenigde Staten | 4               |
| Zwitserland      | 16              |

## The Twilight Saga: Breaking Dawn Part 1 - The Score
The Twilight Saga: Breaking Dawn Part 1 - The Score is de originele soundtrack die bestaat uit de volledige filmmuziek van de film The Twilight Saga: Breaking Dawn Part 1 uit 2011. Het album werd gecomponeerd door Carter Burwell en werd uitgebracht op 13 december 2011. Het album is de tweede soundtrackalbum met de muziek van de gelijknamige film.
Burwell begon met het componeren van de filmmuziek van het eerste film Twilight (2008), maar met de eenmalige bijdrage van Alexandre Desplat met New Moon en Howard Shore met Eclipse werden voor de laatste twee films weer een beroep gedaan op Burwell. Hij was samen met Sonny Kompanek ook verantwoordelijk voor de orkestratie. Burwell dirigeerde ook het orkest dat plaatsvond in de Abbey Road Studios in Londen.

### Nummers
| Nr | Titel                         | Duur |
| -- | ----------------------------- | ---- |
| 1  | The Kingdom Where Nobody Dies | 1:36 |
| 2  | Cold Feet                     | 2:44 |
| 3  | What You See in the Mirror    | 3:04 |
| 4  | Wedding Nightmare             | 1:09 |
| 5  | Wolves on the Beach           | 1:59 |
| 6  | Goodbyes                      | 2:26 |
| 7  | A Nova Vida                   | 2:57 |
| 8  | The Threshold                 | 1:25 |
| 9  | Pregnant                      | 2:09 |
| 10 | Morte                         | 1:36 |
| 11 | Honeymoon in Eclipse          | 2:21 |
| 12 | A Wolf Stands Up              | 3:20 |
| 13 | Two Man Pack                  | 0:32 |
| 14 | Don't Choose That             | 2:23 |
| 15 | O Negative                    | 3:37 |
| 16 | Hearing the Baby              | 2:25 |
| 17 | Playing Wolves                | 3:15 |
| 18 | Let's Start with Forever      | 0:59 |
| 19 | It's Renesmee                 | 2:29 |
| 20 | The Venom                     | 1:04 |
| 21 | Hearts Failing                | 1:13 |
| 22 | Biting                        | 2:25 |
| 23 | Jacob Imprints                | 1:13 |
| 24 | You Kill Her You Kill Me      | 2:11 |
| 25 | Bella Reborn                  | 3:05 |

### Hitnoteringen
| Land      | Hoogste positie |
| --------- | --------------- |
| Duitsland | 100             |